# Destiny Rose
Destiny Rose (tradução literal: A Rosa do Destino) é uma telenovela filipina transmitida e produzida pela GMA Network. Dirigido por Don Michael Perez, tendo Ken Chan no papel principal. Ele estreou em 14 de setembro de 2015 no horário das 16h30, substituindo Healing Hearts. A novela terminou no dia 11 de março de 2016 com um total de 130 episódios. Foi substituído por A Esposa do Milionário dando continuidade ao horário de novelas.
A novela está inteiramente disponível no YouTube. Entre março a agosto de 2023, os vídeos da telenovela foram retirados do canal da emissora, porém entre final de agosto e início de outubro, a telenovela teve seus capítulos recuperados.

## Enredo
Joey Flores Vergara, uma mulher presa no corpo de um homem. Toda a sua vida, só sonhou e esperava ser o melhor para os seus pais. Apesar do facto de todos à sua volta serem contra os seus desejos e desejos pessoais, ele permaneceu para ser uma criança amorosa e obediente.
Um estudante apaixonado e um filho amoroso, Joey passará por diferentes reveses na vida, mas continuará a ser paciente e compreensivo. Todas estas qualidades positivas superarão os desafios da vida e Joey tornar-se-á uma pessoa mais forte na sua nova vida como Destiny Rose.
Com o passar do tempo, Joey enfrentou mais desafios na sua jornada para se tornar uma escritora de renome e uma mulher de pleno direito. Joey é agora conhecido como Destiny Rose.
Agora que a Destiny Rose realizou os seus sonhos, tudo o que ela quer é estar com o amor da sua vida e para que a sua família seja completa mais uma vez. Mas e se a sua família, especialmente o seu pai afastado, se recusar a aceitá-la? E se o amor da sua vida descobre que ela só fez uma cirurgia de mudança de sexo para se tornar uma mulher? Será que a Destiny Rose ainda encontrará a felicidade?

## Elenco e personagens
- Ken Chan como Joselito "Joey" Flores Vergara Jr. / Destiny Rose Flores[3]

- Fabio Ide como Gabriele Antonioni
- Manilyn Reynes como Daisy Flores-Vergara
- Michael De Mesa como Rosauro Armani Vitto
- Katrina Halili como Jasmine Flores
- Sheena Halili como April Rose Flores Vergara
- Jackie Lou Blanco como Maria Dahlia Flores
- Jeric Gonzales como Vince
- Joko Diaz como Joselito "Lito" Vergara Sr.
- Irma Adlawan como Bethilda Vitto-Jacobs
- JC Tiuseco como Lance
- Ken Alfonso como Aris

- Melissa Mendez como Yvonne Antonioni
- Kate Valdez como Violet Vitto Jacobs
- Sig Aldeen como Mario
- Bryan Benedict como Stephen
- Tony Lapena como Elvie
- Rene Salud como Salvatore
- Lander Vera Perez como Hector
- Miggs Cuaderno como o jovem Joey
- Ar Angel Aviles ainda jovem, abril
- Milkcah Wynne Nacion como a jovem Jasmine
- Andrea Torres como ela mesma
- Mike Tan como ele mesmo
- Yasmien Kurdi como ela mesma

## Audiência
De acordo com as avaliações da televisão doméstica Mega Manila da AGB Nielsen Filipinas,  Destiny Rose passou por altos e baixos, em quesito de audiência e suas histórias apresentadas. O primeiro capítulo de Destiny Rose obteve uma audiência de 14,8 pontos (15). Enquanto o último capítulo, o capítulo 130, teve uma classificação de 17,2 pontos (17).

## Prêmios
| Ano  | Prêmio                              | Categoria                         | Destinatário   | Resultado | Referências |
| ---- | ----------------------------------- | --------------------------------- | -------------- | --------- | ----------- |
| 2016 | Box Office Entertainment Awards     | Estrela masculina mais promissora | Ken Chan       | Venceu    | [ 6 ]       |
| 2016 | 30º PMPC Star Awards for Television | Melhor série dramática diurna     | Destiny Rose   | Nomeados  | [ 6 ]       |
| 2016 | 30º PMPC Star Awards for Television | Melhor ator dramático             | Ken Chan       | Nomeados  | [ 6 ]       |
| 2016 | 30º PMPC Star Awards for Television | Melhor Atriz Coadjuvante em Drama | Manilyn Reynes | Nomeados  | [ 6 ]       |